# Bronc Peeler
Bronc Peeler foi uma tira de jornal dos gêneros aventura e faroeste, criada em 1933, pelo desenhista Fred Harman.  Harman também ficou conhecido por desenhar as histórias de Red Ryder, personagem criado em 1938 por ele e  Stephen Slesinger. Bronc Peeler estreou em uma prancha dominical publicada em 7 de outubro de 1934. No Brasil, ambos os personagens foram publicados como um sendo um só, ora com o nome de Bronco Piler, ora com o nome de Nevada.
Bronc Peeler era um caubói dos tempos modernos, chamado de "o ruivo de Nevada", sempre ajudado pelo seu amigo Coyote Pete na luta contra os bandidos. Nas suas histórias surgiu a criança da tribo Navajo Little Beaver (conhecido no Brasil por Filhote de Castor), que depois apareceria como coadjuvante em Red Ryder (o que ajudou a confusão de personagens no Brasil).
Em 1937, o selo Whitman Publishing da Western Publishing, publicou um Big Little Book com ilustrações e textos sobre as aventuras de Bronc Peeler: Bronc Peeler, the Lone Cowboy, a tira foi republicada pela Popular Comics, publicada pela Dell Comics , até o início dos anos de 1940.
Em 2012, o editor Russ Cochran republicou as páginas Bronc Peeler em um tamanho grande na primeira edição do The Sunday Funnies, uma publicação dedicada à reprints de pranchas dominicais.

## Ligações Externas
- Museu de Arte Fred Harman